# Майкл Арлен
Майкл Арлен (англ. Michael Arlen, вірм. Մայքլ Արլեն; 16 листопада 1895, Русе, Болгарія — 23 червня 1956, Нью-Йорк, США) — англійський письменник вірменського походження, справжнє ім'я та прізвище якого Тигран Гуюмджян (вірм. Տիգրան Գույումճյան).

## Біографія

### Дитинство і юність
Майкл Арлен народився 16 листопада 1895 року у вірменській торговій сім'ї із болгарського міста Русе. Він був наймолодшою дитиною в сім'ї, де, крім нього, було ще четверо дітей (хлопчики: Тагавор, Крикор, Рубен і дівчинка Ахавні). У 1897 році, рятуючись від переслідування вірмен в Османській імперії, Куюмджяни переїхали до міста Пловдів, в якому голова сімейства Саркіс Куюмджян заснував торгову компанію. На початку 1901 року Саркіс, розуміючи, що Болгарія може бути втягнута у війну, вирішив перевезти сім'ю в прибережне англійське місто Саутпорт, розташоване у графстві Ланкашир.
В Англії Тигран закінчив коледж Малверн. Незважаючи на бажання батьків про навчання сина в Оксфорді, він вступив на медичний факультет Единбурзького університету. Через кілька місяців, зрозумівши, що зробив помилку, Тигран залишив Едінбург і з надією стати письменником подався до Лондона. Саме тоді він познайомився з майбутніми знаменитими побратимами по перу Олдосом Хакслі, Девідом Гербертом Лоуренсом, Джорджем Муром.
В 1914 через рік після його переїзду в Лондон почалася Перша світова війна. Становище Тиграна, який залишався підданим Болгарії, що приєдналася до Центральних держав, ускладнилося. До нього почали ставитися насторожено і недовірливо, у результаті він міг отримати британське громадянство, не змінивши своє прізвище.

## Творча діяльність
Літературна кар'єра Тиграна Куюмджяна розпочалася у 1916 році. Саме з цього року під ім'ям, наданим при народженні, він почав писати свої перші твори. Спочатку Тигран друкувався в Лондоні в вірменському періодичному виданні «Арарат», після чого його роботи стали публікуватися у британському тижневику «Нове століття». Для цих двох журналів Тигран писав есе, рецензії на книги, оповідання і навіть один короткий сценарій.
Працюючи у цих виданнях, Тигран створив низку творів під загальною назвою «Лондонські записки», а 1920 року малим тиражем вийшла збірка його робіт, підписаних ним псевдонімом Майкл Арлен. З цього моменту Тігран почав підписуватись як Майкл Арлен. У 1922 році він отримав британське громадянство і вже юридично змінив своє ім'я та прізвище Тігран Кумджян на Майкл Арлен.

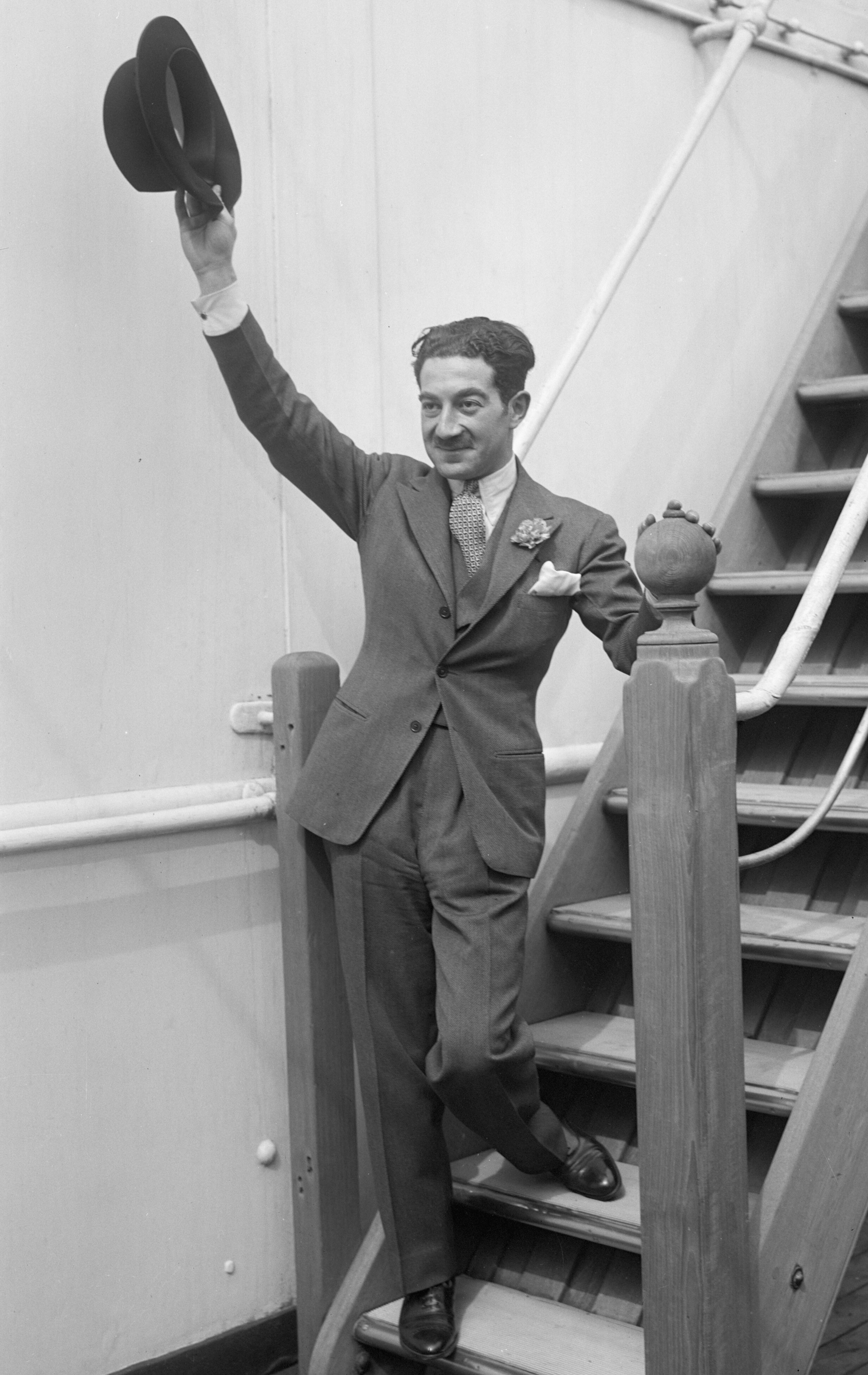

На початку двадцятих років Арлен написав роман «Зелений капелюх», після видання якого в 1924 він отримав всесвітню популярність (російський переклад опублікований в 1926). Через 4 роки роман був екранізований у Голлівуді, головні ролі виконали зоряний першої величини Грета Гарбо та Джон Гільберт. З того часу жоден його літературний твір не зміг повторити успіх «Зеленого капелюха». Арлена всіляко вітав Девід Лоуренс, шанував Скотт Фіцджеральд і недолюблював Ернест Хемінгуей, тому що в одному своєму оповіданні той іронічно вивів ще невідомого Хемінгуея під справжнім ім'ям.

## Громадська діяльність
У 1928 році Майкл Арлен одружився з графиною Аталанте Меркаті і переїхав на постійне місце проживання в Канни (Франція). Тут у 1930 та 1933 роках у нього народилися син Майкл та дочка Венеція.
У 1939 році, з початком Другої світової війни, бажаючи зробити свій внесок у справу захисту Великобританії, Арлен повернувся до Англії, а його дружина Аталанта вступила до «Червоного хреста». Цього ж року він написав свою останню книгу «Летючий голландець», де критикува третій рейх та його політику.
В 1940 Арлен був призначений на посаду начальника зв'язку з громадськістю при комітеті цивільної оборони. Однак через рік через те, що в Палаті громад його лояльність Великобританії була поставлена під сумнів, Майкл був змушений залишити пост і перебратися в Америку. У Арлен оселився у Нью-Йорку, де 23 червня 1956 року помер від раку.
Майкл Арлен залишив по собі безліч книг та п'єс, за його сценаріями було знято близько тридцяти фільмів, кілька з яких отримали кінопремії «Оскар».